# Black Swans and Wormhole Wizards
Black Swans and Wormhole Wizards — четырнадцатый студийный альбом гитариста-виртуоза Джо Сатриани, выпущенный 5 октября 2010 года.

## Об альбоме
Данный текст является переводом анонса альбома с сайта Музыкального Радара (ссылка № 2).
Вступление:
Во время подготовки и записи альбома Black Swans And Wormhole Wizards икона гитарного стиля углубился в свою душу больше, чем когда-либо раньше. "Словно у меня не было выбора, " сказал он Музыкальному Радару. «Последний год стал годом феноменальных перемен, профессиональных высот и личной трагедии. Как музыканту, который хочет передать свои эмоции, мне надо было самому понять их.
Создание этой записи было удивительным вызовом. Она удивила меня музыкально и духовно, и я думаю, что фанаты тоже почувствуют это.»
2009 год в самом деле стал для Сатриани памятным. Состоялся триумф Chickenfoot, который Сатриани создал сам (также вокалист Сэмми Хагар и басист Майкл Энтони из Ван-Хален, ударник Чад Смит из RHCP). Но также в декабре 2009 года неожиданно умерла его мама, Катерина. "В один момент, я должен был посмотреть всему случившемуся в лицо и разобраться в этом, " сказал Джо. «Для меня, как человека, который пишет песни, это была главнейшая цель.»
Цель поставлена и достигнута, после прослушивания превью новой работы Мастера MusicRadar может отчитаться по этому поводу. Спродюсированный Сатриани и Майком Фрэйсером…
Продолжение следует…
Сам Джо говорит, что «Wormhole» — это какой-то канал между двумя Вселенными, имея в виду фантастические миры и вариант будущего развития науки («Вот было бы клёво, чтобы такое было возможно!»)
«Wizard» — это колдун, маг.
В итоге получается, что в данном названии речь идёт про «начальника» по путешествиям между Вселенными.

Джо также добавляет, что это про то, что происходит между концертами — переезды, смены часовых поясов, пересечение границ, бесконечные интервью и пр. Короче, про то, что больше всего надоедает музыкантам в нелёгком деле гастролей.

## Список композиций
1. «Premonition»
2. «Dream Song»
3. «Pyrrhic Victoria»
4. «Light Years Away»
5. «Solitude»
6. «Littleworth Lane»
7. «The Golden Room»
8. «Two Sides to Every Story»
9. «Wormhole Wizard»
10. «Wind in the Trees»
11. «God Is Crying»

## В записи участвовали
- Джо Сатриани — гитара, бас, клавишные;
- Джефф Кемпителли — ударные;
- Элен Витман — бас;
- Майк Кинелли — клавишные.